# Districtul Lüchow-Dannenberg
Districtul Lüchow-Dannenberg este un district rural (în  germană Landkreis) în landul Saxonia Inferioară, Germania. 
1. 1 2 3  GeoNames